# Unterseeboot 318
L'Unterseeboot 318 (ou U-318) est un sous-marin allemand (U-Boot) de type VII.C/41 utilisé par la Kriegsmarine (marine de guerre allemande) pendant la Seconde Guerre mondiale.

## Construction
L'U-318 est un sous-marin océanique de type type VII.C/41. Construit dans les chantiers de Flender Werke AG à Lübeck, la quille du U-318 est posée le 14 octobre 1942 et il est lancé le 25 septembre 1943. L'U-318 entre en service 1,5 mois plus tard.

## Historique
Mis en service le 13 novembre 1943, l'Unterseeboot 318 reçoit sa formation de base à Stettin en Pologne au sein de la 4. Unterseebootsflottille jusqu'au 31 juillet 1944, puis l'U-318 rejoint sa formation de combat au sein de la 11. Unterseebootsflottille à Bergen en Norvège. Puis, le 5 novembre 1944, il rejoint la 13. Unterseebootsflottille à Drontheim avant d'être réaffecté à partir du 1er mars 1945 dans la 14. Unterseebootsflottille à Narvik.
L'U-318 effectue six patrouilles, toutes sous les ordres de l'Oberleutnant zur See Josef Will, dans lesquelles il ne coule, ni n'endommage de navire ennemi au cours de ses 132 jours en mer.
En vue de sa première patrouille, il quitte Kiel le 12 juin 1944 pour rejoindre Bergen en Norvège 6 jours plus tard, le 17 juin 1944.

Le 25 juin 1944, il appareille de Bergen pour rejoindre 2 jours plus tard Egersund le 26 juin 1944.

Le 28 juillet 1944, il part pour rejoindre Arendal le 29 juillet 1944.
Il réalise sa première patrouille en quittant Arendal le 31 octobre 1944 pour arriver le même jour au port de Kristiansand.
Pour sa sixième patrouille, il appareille du port d'Harstad le 1er mai 1945 pour rejoindre Narvik 10 jours plus tard le 10 mai 1945, soit deux jours après la date de la capitulation de l'Allemagne nazie. Il est capturé sur le champ par les forces alliées. Le 12 mai 1945, l'U-318 part pour Skjomenfjord qu'il atteint le même jour.
Les U-Boote qui se trouvent dans la région de Narvik à la fin de la guerre sont tous convoyés vers Skjomenfjord sur les ordres alliés, pour éviter les conflits avec les norvégiens, le 12 mai. Le 15 mai, un convoi allemand de cinq navires (le fleet tender Grille avec le personnel du Führer der U-Boote (en) (FdU) norvégien à bord, le navire ravitailleur Kärnten, le navire de réparation Kamerun et les navires d'intendance Huascaran et Stella Polaris) et quinze U-Boote (U-278, U-294, U-295, U-312, U-313, U-318, U-363, U-427, U-481, U-668, U-716, U-968, U-992, U-997 et U-1165) appareille pour Trondheim ; il est intercepté après deux jours par le 9e groupe d'escorte au large des côtes norvégiennes et capitule. Alors que les navires se rendent à Trondheim, les U-Boote sont escortés vers Loch Eriboll en Écosse, et arrivent le 19 mai. Tous les sous-marins sont transférés soit à Lisahally soit au Loch Ryan pour l'opération alliée de destruction massive d'U-Boote (Deadlight).
L'U-318 est coulé le 21 décembre 1945 à la position géographique de 55° 47′ N, 8° 30′ O.

## Affectations successives
- 4. Unterseebootsflottille à Stettin du 13 novembre 1943 au 31 juillet 1944 (entrainement)
- 11. Unterseebootsflottille à Bergen du 1er août au 4 novembre 1944 (service actif)
- 13. Unterseebootsflottille à Drontheim du 5 novembre 1944 au 28 février 1945 (service actif)
- 14. Unterseebootsflottille à Narvik du 1er mars au 8 mai 1945 (service actif)

## Commandement
- Oberleutnant zur See Josef Will du 13 novembre 1943 au 10 mai 1945

## Patrouilles
|       | Commandant       | Départ            | Départ          | Arrivée          | Arrivée                    | Jours     | Succès |
| ----- | ---------------- | ----------------- | --------------- | ---------------- | -------------------------- | --------- | ------ |
|       | Oblt. Josef Will | 12 juin 1944      | Kiel            | 17 juin 1944     | Bergen                     | 6 jours   |        |
|       | Oblt. Josef Will | 25 juin 1944      | Bergen          | 26 juin 1944     | Egersund                   | 2 jours   |        |
|       | Oblt. Josef Will | 28 juillet 1944   | Egersund        | 29 juillet 1944  | Arendal                    | 2 jours   |        |
| 1     | Oblt. Josef Will | 31 octobre 1944   | Arendal         | 31 octobre 1944  | Kristiansand               | 1 jour    |        |
| →     | Oblt. Josef Will | 31 octobre 1944   | Kristiansand    | 9 novembre 1944  | Stavanger                  | 10 jours  |        |
|       | Oblt. Josef Will | 12 novembre 1944  | Stavanger       | 16 novembre 1944 | Trondheim                  | 5 jours   |        |
| 2     | Oblt. Josef Will | 128 novembre 1944 | Trondheim       | 19 décembre 1944 | Bogenbucht                 | 32 jours  |        |
|       | Oblt. Josef Will | 21 décembre 1944  | Bogenbucht (de) | 24 décembre 1944 | Harstad                    | 4 jours   |        |
| 3     | Oblt. Josef Will | 7 janvier 1945    | Harstad         | 10 janvier 1945  | Arendal                    | 4 jours   |        |
|       | Oblt. Josef Will | 24 janvier 1945   | Arendal         | 28 janvier 1945  | Narvik                     | 5 jours   |        |
| 4     | Oblt. Josef Will | 1er février 1945  | Narvik          | 2 février 1945   | Harstad                    | 2 jours   |        |
| →     | Oblt. Josef Will | 3 février 1945    | Harstad         | 6 mars 1945      | Narvik                     | 32 jours  |        |
| 5     | Oblt. Josef Will | 14 mars 1945      | Narvik          | 24 mars 1945     | Harstad                    | 11 jours  |        |
| 6     | Oblt. Josef Will | 1er mai 1945      | Harstad         | 10 mai 1945      | Narvik                     | 10 jours  |        |
|       | Oblt. Josef Will | 12 mai 1945       | Narvik          | 12 mai 1945      | Skjomenfjord               | 1 jour    |        |
|       | Oblt. Josef Will | 15 mai 1945       | Skjomenfjord    | 19 mai 1945      | Loch Eriboll - Royaume-Uni | 5 jours   |        |
| Total | Total            | Total             | Total           | Total            | Total                      | 132 jours | 0 t    |

Note : Oblt. = Oberleutnant zur See

### OpérationsWolfpack
L'U-318 n'a pas opéré avec les Wolfpacks (meute de loups) durant sa carrière opérationnelle.

## Navires coulés
L'Unterseeboot 318 n'a ni coulé, ni endommagé de navire ennemi au cours des 6 patrouilles (102 jours en mer) qu'il effectua.

### Source et bibliographie
- (en) Cet article est partiellement ou en totalité issu de l’article de Wikipédia en anglais intitulé « German submarine U-318 » (voir la liste des auteurs).
- Chris Bishop, historien militaire (trad. de l'anglais par Christian Muguet), Les sous-marins de la Kriegsmarine : 1939-1945 : le guide d'identification des sous-marins [« The spellmount submarine identification guide : Kriegsmarine U-boats 1939-1945 »], Paris, Éd. de Lodi, 2008, 192 p. (ISBN 978-2-84690-327-1, OCLC 470721805, BNF 41298980)